# Colón (Entre Ríos)
Colón es un municipio del distrito Primero del departamento Colón (del cual es cabecera) en la provincia de Entre Ríos, República Argentina. El municipio comprende la localidad del mismo nombre, la localidad de Colonia Hughes y un área rural. Es considerada cómo una de las ciudades más pintorescas de Argentina. Dista 267 km de la ciudad de Paraná, la capital provincial. Actualmente es base operativa de medios aéreos del Plan Nacional de Manejo del Fuego.

## Historia
La ciudad fue fundada por el general Justo José de Urquiza, primer presidente constitucional de Argentina, el 12 de abril de 1863. Previamente el congreso provincial sancionó una ley el 9 de mayo de 1862:

Art. 1°. Autorízase al P. E. para fundar una Villa en el terreno de la calera contigua á la Colonia San José, que se denominará Colón.
 Art. 2°. Se asignan dos mil varas de frente y dos mil de fondo para área de la mencionada Villa, la que será dividida en dos solares.
 Art. 3°. Las manzanas serán de cien varas por frente y las calles de veinte varas de ancho.

Su condición de puerto natural, favoreció el comercio fluvial de los productos regionales, principalmente provenientes de la Colonia San José, núcleo urbano formado años antes por el mismo Urquiza con inmigrantes suizos y franceses, donde arribaron tras desembarcar en 1857 en la Calera de Espiro, actual emplazamiento portuario de Colón.
Eran colonos que provenían de Suiza, principalmente de cantones como el Valais; de la región francesa de Saboya y de la región italiana del Piamonte. Dedicados a la actividad agrícola ganadera, fueron acercándose a la zona aledaña al puerto, para agilizar la comercialización de los productos.
Al incrementarse cada vez más el número de habitantes en ese sector, el general Urquiza consideró necesario la creación de un nuevo poblado en las inmediaciones de la Calera Espiro.
El 26 de agosto de 1871 fue establecido por ley el ejido de la villa de Colón:

Art. 1°. Señálase para el ensanche de la traza de la Ciudad de Colón, la área de terreno comprendida entre los arroyos de la Leche al Sud y el del Medio al Norte, con el límite actual que divide la Colonia San José.

El 13 de mayo de 1872 fue sancionada la Ley de Municipalidades (promulgada el 28 de mayo), estableciéndose una en cada ciudad o villa, con su respectivo ejido, entre las cuales se creó la de la ciudad de Colón. El 1 de diciembre tuvieron lugar en Colón las elecciones para los 11 miembros titulares de la municipalidad y 11 suplentes, pero el 16 de diciembre fueron anuladas por distubios, practicándose nuevas elecciones el 2 de marzo de 1873. La instalación de la corporación tuvo lugar el 23 de marzo de 1873. Otro acontecimiento importante en la historia del siglo XIX de la ciudad es la fundación de parroquia de los Santos Justo y Pastor el 9 de agosto de 1876. El 1 de enero de 1904 fue designada comisión municipal. Tras la reforma constitucional del 18 de agosto de 1933, con vigencia desde el 1 de julio de 1935 luego de publicación de la Ley Orgánica de Municipios n.º 3001 el 31 de octubre de 1934, la comisión municipal de Colón pasó a ser municipio de 1.ª categoría.

## Turismo
Se la considera la Capital Provincial del Turismo, debido a la llegada de turistas todo el año, atraídos por las cinco playas sobre el río Uruguay, que suman aproximadamente 14 km de arenales, conformando una de las playas más extensas de Entre Ríos y para las que se han desarrollado servicios de hotelería y camping. El principal hotel de la ciudad, el "Hotel Internacional".También existe el turismo alternativo, realizando tanto safaris náuticos como terrestres, con embarcaciones semirrígidas o vehículos 4 x 4.

### Parque Quirós

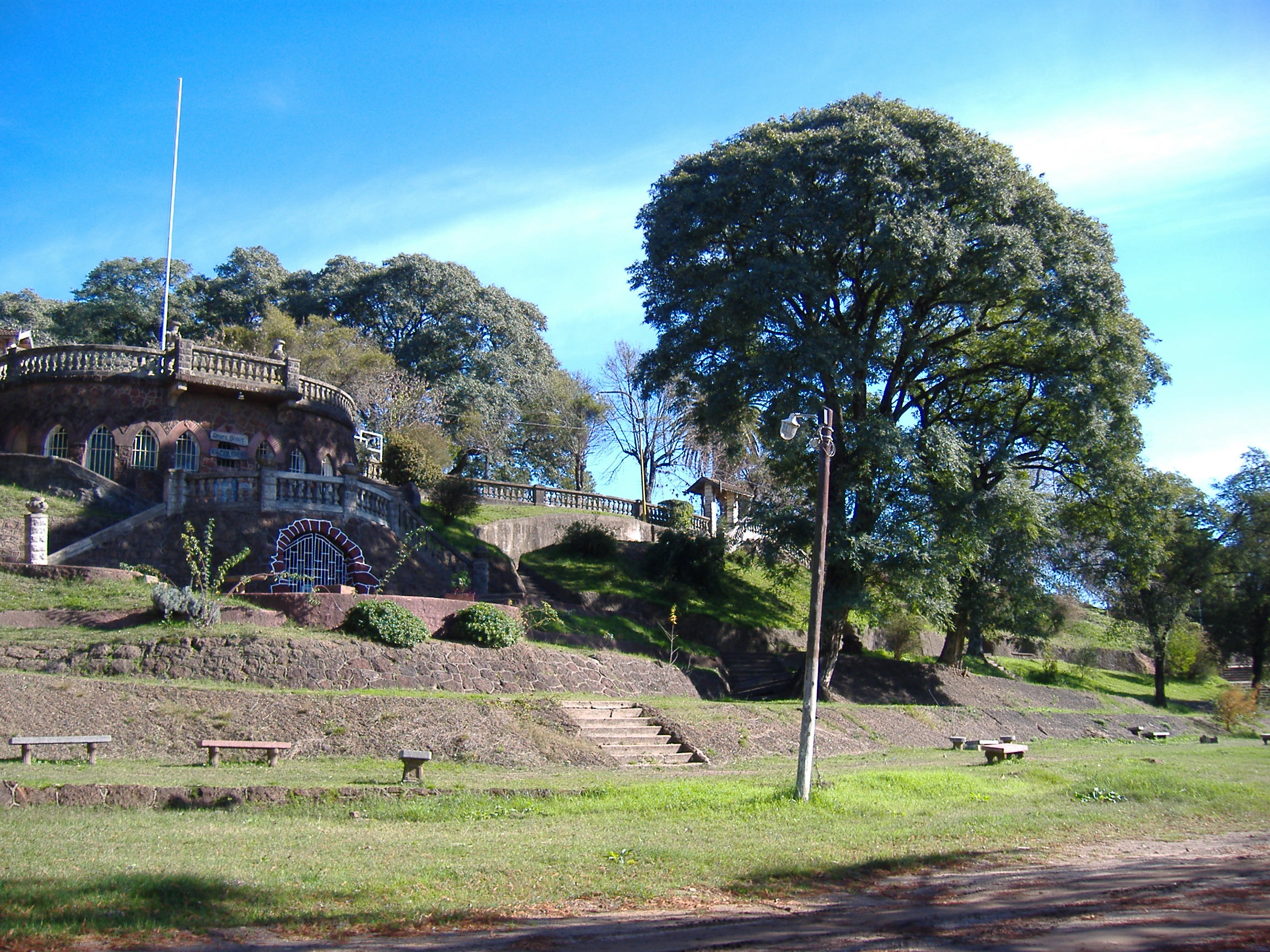

Está ubicado en una de las partes más elevadas de la ciudad, constituyéndose en un mirador del paisaje costero. Está rodeado de barrancas, senderos peatonales y escalinatas. Se han dispuesto sectores destinados al deporte y la recreación tales como tenis, fútbol, básquet, rugby, aerobics, entre otros. Fue construido para que las escuelas lo usen como centro de deportes, por Herminio Juan Quirós, quien fue diputado desde 1920 y, siendo legislador, fue elegido gobernador de Entre Ríos en 1930.

### Molino Forclaz
Fue creado por el suizo Juan Forclaz, al estilo holandés. Por la ausencia de vientos fuertes Forclaz modificó el mecanismo de molienda utilizando un sistema de tiraje por mulas. En 1985 fue declarado Monumento Histórico Nacional.

### Termas
El complejo termal de Colón cuenta con cinco sectores de piscinas, uno de ellos totalmente cubierto, con sanitarios y vestuarios exclusivos en el mismo, un sector semicubierto vidriado y tres sectores al aire libre sumando un total de más de 10 piscinas. La temperatura del agua oscila entre los 32.º y 40.º grados según el sector. El agua proviene del Acuífero Guaraní a más de 750 metros de profundidad y su clasificación es Termal mineralizada,  bicarbonatada, sódica, cálcica. Aporta beneficios para la salud por sus propiedades relajantes. Además de las piscinas termales pasivas el complejo cuenta con un Parque acuático con 3 niveles de toboganes ofreciendo una alternativa de diversión para todas las edades. El predio se encuentra ubicado en la zona norte de la ciudad y frente al Río Uruguay rodeado de un entorno natural y una vista únicos.

### Puerto

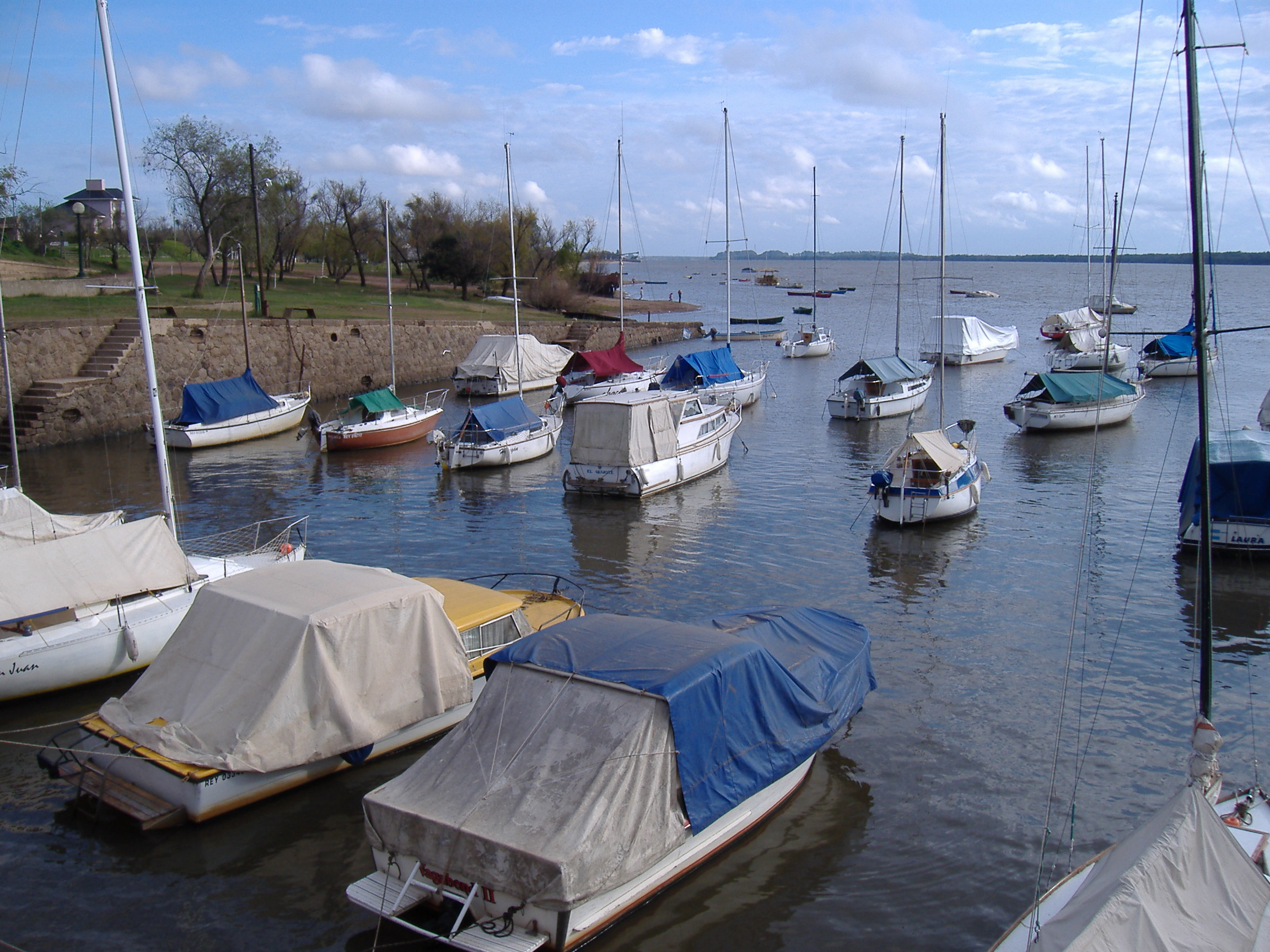
Embarcaciones en el puerto.

El Puerto de Colón está en el km 216 de la margen derecha del río Uruguay. No existen antecedentes de haberse segado la zona portuaria, no siendo necesario su dragado con periodicidad. Los dragados del canal portuario se hallan a cargo del Distrito Río Paraná. Pueden operar buques de cabotaje fluvial de hasta 60 m de eslora, de a uno a la vez debido a que el muelle central está inhabilitado y el muelle bajo obstaculizado por un buque hundido y dos en andana. Admite, uno amarrado al muelle alto y dos en andana. Los movimientos de embarcaciones menores se llevan a cabo en la Caleta Deportiva.

## Fiestas populares

### Fiesta Nacional de la Artesanía
La "Fiesta Nacional de la Artesanía" se remonta a la década de 1960, años en los cuales se realizaban pequeñas muestras en el edificio de la municipalidad y en stands, que se distribuían en la Plaza Washington.
Luego en el año 1978 ya se organizó una muestra que funcionó en el edificio de La Casona y en La Lindera del Parque Quirós.
La misma, si bien tuvo un carácter regional, fue de mucha importancia, lo que quedó demostrado en 1979 cuando la cantidad de artesanos inscriptos llegó a 146, esto hizo necesario que la fiesta se realice en la escuela Juan José Paso, para que todos tengan la posibilidad de exponer cómodamente sus trabajos.
En los años siguientes se siguen realizando en este mismo lugar, pero se le anexan paralelamente: conferencias, espectáculos folclóricos y variadas competencias deportivas. Comienzan a incorporarse ya artesanos de otras provincias y de países limítrofes.
El constante crecimiento hace necesario que en el año 1984 se traslade el lugar de la fiesta, y se lleve a cabo en calle 12 de abril (principal arteria de Colón), frente a la Plaza San Martín. En 1986 fue reconocida Fiesta Nacional. Los artesanos inscriptos fueron 235.
Continuando el crecimiento del predio resultaba cada vez más estrecho para brindar comodidad a tantos expositores y público que visitaba el evento, debido a esto, en noviembre de 1990, la comisión organizadora decide realizar la próxima edición en el Parque Quirós, el éxito fue impactante y logró acrecentar aún más la cantidad de expositores y público.
En 1993 se realiza paralelamente el primer Congreso Nacional y latinoamericano de artesanías, ello, como consecuencia de la apertura del Mercosur.
En el año 1995 se comenzó a dar un sitial de honor a los distintos rubros participantes. Así, año a año se elige un rubro a homenajear y la fiesta se denomina en consecuencia, como se detalla a continuación:
- 1995: Tejidos: Una Trama Original.
- 1996: Fibras Vegetales: Fiesta a Pura Fibra.
- 1997: Instrumentos Musicales: Armonía Artesanal.
- 1998: Platería: Una Fiesta en Filigrana.
- 1999: Cerámica: Un Abrazo con la Tierra.
- 2000: Piedra: Reflejos de Belleza Milenaria.
- 2001: Madera: Con la savia de la tierra y el arte de las manos.
- 2002: Juguetería: Al gurí que todos llevamos dentro.
- 2003: Cuero: Una fiesta pa' sacarle el cuero.
- 2004: Asta y Hueso: Colón... 'asta' los huesos!!!.

### Corsos colonenses
Durante los meses de enero y febrero, la ciudad de Colón aviva sus calles y festejan junto a la plaza Washington sus carnavales. Son conocidos por sus grandes desfiles, marchas de tamborileros y sus festivos trajes, a la vez los niños esperan ansiosos su llegada por la espuma comprada y utilizada durante el carnaval. 

## Deportes

### Fútbol
Es un deporte que se practica en esta ciudad, contando con su propia liga de fútbol. La liga dispone de 16 equipos, pero solo 4 son equipos de la ciudad: Defensores Fútbol Club, Club Social y Deportivo Ñapinda, Club Atlético Sauce, Club Atlético Campito; los restantes clubes pertenecen a localidades vecinas.

### Pesca deportiva
El río Uruguay ofrece excelentes correderas de agua clara sobre bancos de arena para pescar con mosca o en spinning, canales y pozones ideales para hacer trolling, embarcaciones rápidas y cruceros totalmente equipados.
Actualmente hay varios guías de la zona que realizan excursiones de pesca deportiva, practicando distintas modalidades como ser pesca con carnada, spinning, trolling y pesca con mosca o fly cast, ofreciendo también para estos últimos cursos de atado y lanzamiento de moscas.

### Golf
Cuentan con canchas con sus respectivos y funcionales Club House, los cuales brindan un infraestructura completa. Este club data desde 1982, sus 9 hoyos se encuentran distribuidos en un predio de 15 hectáreas, todo con riego artificial. Ubicado a la vera del arroyo Artaláz y muy cerca del río Uruguay.

### Básquet
Se destacan los jugadores locales: Paolo Quinteros y los hermanos Daniel y Claudio Farabello.
Los dos clubes de la ciudad son La Armonía y La Unión, este último se encuentra participando actualmente en el Torneo Nacional de Ascenso

### Hockey
El Club Social y Deportivo Ñapindá cuenta con una escuela de hockey en la que se enseña el deporte a varones y mujeres. Ñapindá Hockey párticipa de la LHCSE (Liga de Hockey Centro-Sur Entrerriano) en la división "A".
Se destaca Mariano Magallán, jugador del Club República de Italia, pionero del hockey en Colón siendo uno de los precursores de este deporte en estos últimos años. En Boulogne

## Cultura
El Teatro Centenario es un edificio histórico de la ciudad, que fuera inaugurado el 25 de mayo de 1925. Cuenta con una compañía de teatro propia y la posibilidad de utilizarlo como cine. Por su escenario pasaron personalidades como Blanca Podestá, Libertad Lamarque y Eloísa Cañizares, quien reconociera las propiedades acústicas y la resolución arquitectónica de la sala. Considerado un centro de difusión cultural de importancia para la ciudad, pasó por muchas etapas de abandono y hasta fue destinado a un local bailable. Existe también el cine "Charles Chaplin" (reformado en 2018 a un teatro) y la Biblioteca Fiat Lux (en latín "hágase la luz"), fundada por Apolinario Escolástico Sanguinetti, el presidente municipal que más tiempo ejerció el cargo y también fundador del periódico El Entre Ríos el 1 de mayo de 1883, primer diario de la provincia de Entre Ríos.

## Parroquias de la Iglesia católica

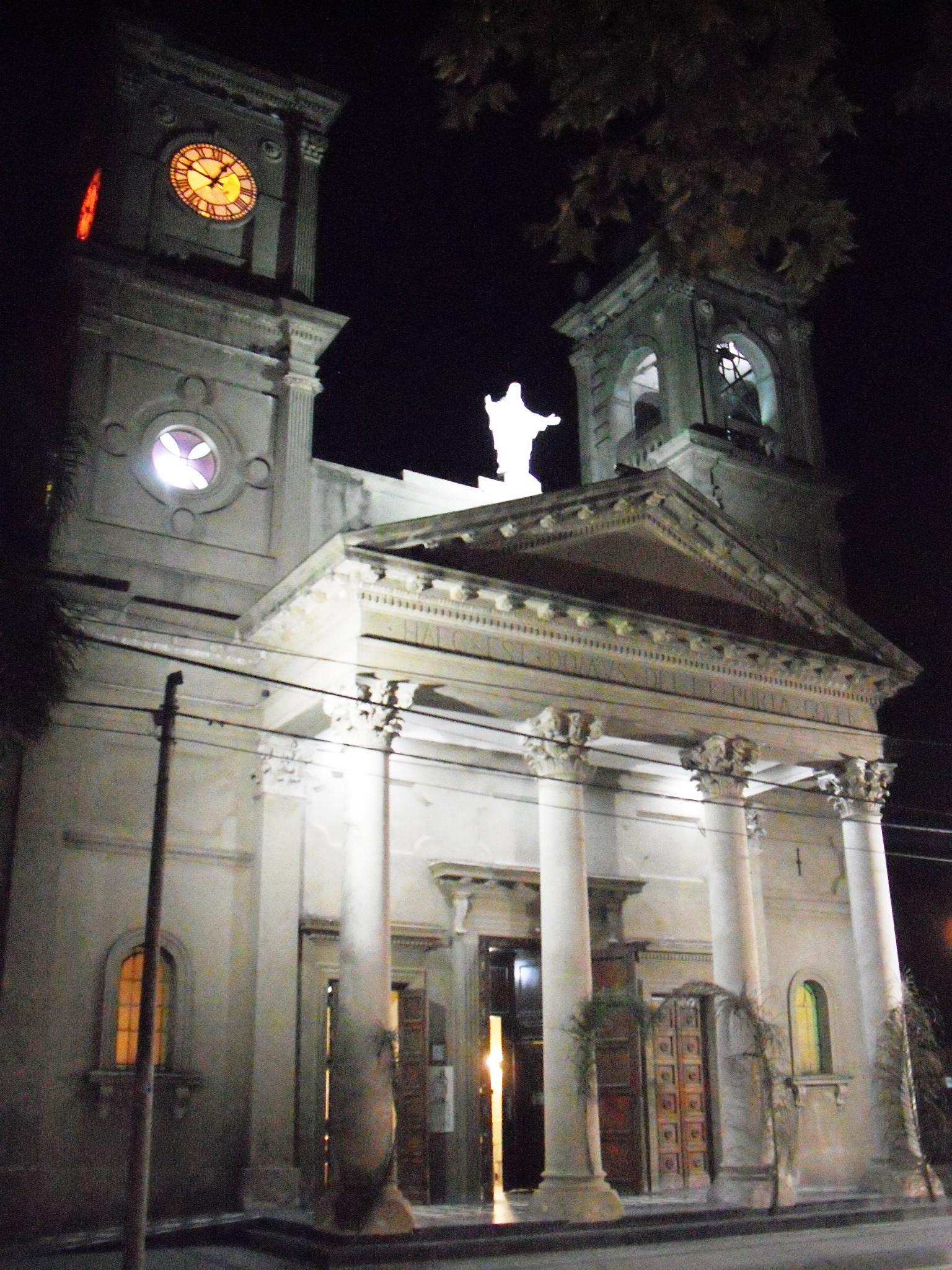
Parroquia de los Santos Justo y Pastor.

| Diócesis   | Concordia                                        |
| ---------- | ------------------------------------------------ |
| Parroquias | Santos Justo y Pastor, Nuestra Señora del Carmen |

## Personas destacadas
- Daniel Farabello, jugador retirado de la selección de básquetbol de Argentina y actual entrenador.
- Claudio Farabello, baloncestista profesional, campeón de la Liga Nacional de Básquet con Estudiantes de Olavarría y Boca Juniors.
- Federico González, jugador de fútbol profesional con paso por Independiente, Tigre y Estudiantes de La Plata.
- Rodrigo López, primer ciclista paralímpico argentino de la historia. Campeón Mundial 2011 (1 km contrarreloj).[18]
- Paolo Quinteros, baloncestista profesional, ganador en su disciplina de la medalla de bronce en los Juegos Olímpicos de Pekín 2008.
- Hugo Da Silva, fundador y coordinador de la Fiesta Nacional de la Artesanía.
- Jorge Galina, primer gobernador constitucional de la Provincia del Chubut.
- Herminio Juan Quirós, político y abogado. Fue intendente de Colon, Diputado Nacional y Gobernador de Entre Ríos.

## Hermanamientos
- Sion, Suiza
- Bad Nauheim, Hesse, Alemania (31 de mayo de 2018)[19]